# Jiangsu Telecommunication Limited Company Multiple-Use Building
Le Jiangsu Telecommunication Limited Company Multiple-Use Building est un gratte-ciel de 200 mètres construit en 2008 à Nankin en Chine. 